# 华北新报
《华北新报》是日本侵华后于华北地区先后出现的日伪报纸中地位较高的一份报纸。该报之重要，不但因为它是在新闻新体制驱动下由若干份日伪报纸集合而成的综合体，还因为它是日本投降前华北地区（乃至全国）颇具影响的最后一份親日报纸。

## 历史

### 背景

#### 政治军事背景
自1942年6月以来，随着日军在中途岛海战和瓜达尔卡纳尔岛战役的失败，日军在太平洋战场上的局势逐渐陷入被动。另一方面日本在中国战场中也是越陷越深，无法自拔。为了从中国榨取更多的战略资源，同时调走滞留在中国的军队增兵太平洋战场，日本政府提出“对华新政策”。新政策的主要内容是在强化汪伪政府的自治权增加其“独立性”的同时，迫使其对英美宣战并通过以华制华的手段增加其在中国领土上的资源掠夺。
为响应这样的政策，汪伪政府出台了《战时文化宣传政策基本纲要》，并以此为基础鼓吹大东亚共荣圈，动员文化宣传的力量，促进东亚战争之完成。

#### 经济背景
侵华战争全面爆发后，日本进口纸张急剧减少，至1941年完全断绝。为此，日本国内自1938年起开始实行纸张控制，并从小报开始推行报纸合并。1941年5月28日，日本社团法人报纸联盟成立，其任务就是分配纸张，实施报纸的统一销售制，加强对报纸的调整和控制。

#### 日本在华的新闻管制
日本侵略军极为重视对舆论宣传的控制，并把它列为所谓“宣传战”、“思想战”的主要内容。
在日本帝国主义方面，日本内阁情报部主导其事，凡有关舆论宣传方面的大政方针及新闻出版业的主要设施，都由其负责宏观指导。在华北占领区,统制新闻出版业的主要机构是日本中国派遣军总司令部情报局和华北方面军报道部以及各地日军特务机关。日伪政府在华北地区也设有系统的宣传组织和新闻统制机构。1940年汪精卫伪国民政府在南京开张后，专门设立宣传部，下辖总务司、宣传指导司、宣传事业司、国际宣传局等机构，并直接统辖伪中央电讯社、伪新闻检查处、伪中华广播事业协会、伪中央书报发行所、伪中央报业经理处、伪中央宣传讲习所、伪中国联合出版公司等机构。

### 创刊
自1944年1月1日起，北平、天津除《新民报》、《实报》、《民众报》、《庸报》和《新天津报》外，其余报纸均宣告停刊。同年5月l日，日本军部又命令这五家报纸一律停刊，合并改组为《华北新报》。当天《华北新报》北京总社及天津分社同时成立。社长管翼贤，副社长大川幸之助，编辑与发行人张道本。同年11月11日，《华北新报》石门分社成立，12月1日，保定及山西分社成立。1945年5月1日唐山分社成立，其后各地相继成立分社。
它集合五报的人力财力物力，形成华北地区颇具影响力的一份报纸。

## 主要内容及思想
《华北新报》为日报，创刊号（1944年5月1日）为两大张（八版），次日改为1大张（四版）。随后报纸的版面不断缩减，至1945年5月1日，“为战时节约物资起见”，改为每日出版8开1小张。
《华北新报》一般为四个版：第一版为要闻版，第二版为地方版，第三版为副刊,第四版为社会新闻版。要闻版以刊登战况消息、时政新闻、重要讲话、社论、国际述评为主。地方版主要内容为地方分社发来的华北各地有关社会政治等方面的新闻和华北地区经济形势及经济政策进行说明、解释。副刊的内容比较复杂，设有“新国民”、“大观”、“文艺”等板块。社会新闻版设有“读者来函”、“广播”（广播节目预告）、“戏剧短评”、“社会调查”等栏目。
其主要目的仍是宣传战争的正义性，鼓舞日本军队的士气，提升战斗力，搞所谓的“中日联合”。

## 报纸特点

### 鼓吹大东亚战争的正义性
《华北新报》作为汪伪政府宣传的重要工具，为了能够掩盖真相、争取民心，一直将日军对东南亚各国的侵略战争描绘为“解放英美帝国主义支配下的远东诸民族”的正义战争。这种鼓吹建立“大东亚共荣圈”的欺骗性的宣传贯穿于《华北新报》的始终。

### 利用虚假新闻做最后的困兽之斗
《华北新报》成立之时，日本军国主义败局已定，然而报纸仍旧不遗余力地进行宣传工作，对每一次失败三缄其口，对每一次胜利高唱赞歌。例如：1945年1月，日军在太平洋上节节败退，然而新闻标题却一直刊出“敌军丧亡惨重”，“遭受日军沉重打击”或者“日军损失轻微”等标题。

### 力主“中日联合”，共赴生死
为了把“抗日救国”和“三民主义”等思想赶出中国人的脑海，《华北新报》使出浑身解数。他主动地承担了“教导者”的角色，不断地发布文章，告诫群众“实现大东亚建设最重要者是中日两国民族及大东亚各民族，应把握中日同盟真精神，共同努力，尤其是中国政府要人方面更要把握这种精神”。

### 积极推进“新国民运动”
战争后期，为了补充日军大量消耗的人力物力，日本占领者要求沦陷区“动员所有精神的、物质的总力，协助友邦参加大东亚战争之决战”。而《华北新报》则提出，在“心”的方面，要“革新生活”，要“自肃自戒节约消费”；在“物”的方面，要更大限度地“增产”、“增运”、“供出”，以充国力。在纸张供应紧张的情况下《华北新报》甚至辟出新版面，宣传日、德等国的民众是如何为战争而勤劳节俭和与国家共患难的精神。